# Jan Nowak Jeziorański. Kurier z Warszawy. 60 lat później 1944–2004
Jan Nowak Jeziorański. Kurier z Warszawy. 60 lat później 1944–2004 – polski film dokumentalny z 2004 roku w reżyserii Andrzeja Wajdy.